# Alo Toom
Alo Toom (ur. 18 marca 1986) – estoński zapaśnik walczący w stylu klasycznym. Zajął 24. miejsce na mistrzostwach świata w 2015. Dziesiąty na mistrzostwach Europy w 2007. Brązowy medal na akademickich mistrzostwach świata z 2008. Siedemnasty na Uniwersjadzie w 2013, jako zawodnik Uniwersytetu Technicznego w Tallinnie. Cztery razy na podium mistrzostw nordyckich w latach 2010 – 2015.